# Butterflies
Butterflies (englisch für „Schmetterlinge“) ist ein von Andre Harris und Marsha Ambrosius geschriebener Song des US-amerikanischen Sängers Michael Jackson aus dem Jahr 2001 vom Album Invincible. Obwohl Butterflies nie als kommerzielle Single veröffentlicht wurde, erreichte der Song dank massivem Radio-Airplay Platz 14 der Charts in den USA.

## Entstehung
Marsha Ambrosius schrieb eine Demo, die von John McClain an Jackson vermittelt wurde. Jackson lud daraufhin das Duo Floetry, zu dem Ambrosius gehörte, in die Hit Factory New York ein, wo das Stück (nur leicht verändert im Gegensatz zur Demo) aufgenommen wurde. Inhaltlich handelt Butterflies von einer unerwiderten Liebe.

## Kritiken
Das Rolling Stone Magazine bezeichnete Butterflies als besten Song vom Album. Der Song beinhalte hellen, unschuldigen und verliebten Contemporary R&B und sei frei von dunklen Untertönen, die Jacksons spätere Musik dominieren würden. Die Zeitschrift wählte Butterflies auf Platz 29 der besten Songs von Michael Jackson bzw. der Jackson Five.
The Stuart News hingegen bezeichnete Butterflies als keine große Neuheit. Die weiche Ballade sei wie Break of Dawn, Speechless und You Are My Life nur eine „harmlose Gemütsschwankung“ und nichts, was nicht beispielsweise R. Kelly oder Usher schon mal mit mehr Lebendigkeit rüber gebracht hätten.

## Charts und Chartplatzierungen
Butterflies erreichte Platz 14 der US-Singlecharts und Platz 2 der US-R&B/-Singlechart. Außerdem platzierte sich der Song dort auf Platz 2 der Mainstream-R&B-Airplay-Charts und toppte die Adult-R&B-Airplay-Charts. In den R&B-Jahrescharts erreichte der Song Platz 2.
| ChartsChartplatzierungen           | Höchstplatzierung | Wochen |
| ---------------------------------- | ----------------- | ------ |
| Vereinigte Staaten (Billboard)     | 14 (20 Wo.)       | 20     |
| Vereinigte Staaten (Billboard R&B) | 2 (30 Wo.)        | 30     |

| ChartsJahrescharts (2002)          | Platzierung |
| ---------------------------------- | ----------- |
| Vereinigte Staaten (Billboard R&B) | 12          |

## Besetzung
- Produktion – Michael Jackson, Andre Harris
- Komposition – Andre Harris, Marsha Ambrosius
- Solo, Background Vocals – Michael Jackson
- Background Vocals – Marsha Ambrosius
- Hörner – Norman Jeff Bradshaw, Matt Cappy
- Alle anderen Instrumente – Andre Harris
- Tontechnik – Andre Harris, Bruce Swedien, Vidal Davis (assistierender Tontechniker)
- Mix – Bruce Swedien[5]